# Diables rouges de Briançon
Pour les articles homonymes, voir Diables rouges.
Les Diables rouges de Briançon sont un club de hockey sur glace basé à Briançon dans les Hautes-Alpes et fondé en 1934. La SA les Diables rouges évolue en Ligue Magnus, le plus haut niveau français. L'association du hockey mineur est appelée Briançon Alpes Provence Hockey Club.

## Histoire de l'équipe
Le club de hockey sur glace est fondé au printemps 1934 sous l'impulsion de Pierre Gravier. Il dispute son premier match le 29 décembre 1934 contre les Français Volants et s'incline sur le score de 30-0. Le match se dispute à la patinoire de la Chaumière, située dans le quartier des Cros près de la Guisane. Il s'agit alors d'une section hockey sur glace du Club des sports d'hiver du Briançonnais (CSHB) qui fait partie de l'Étoile Sportive Briançonnaise (ESB).
Le club prend par la suite le nom d'ESB.
En 1941 le club bat Chamonix 2-0 en demi-finale de 1re série mais la finale contre Paris n'est pas disputée en raison de la Seconde Guerre mondiale.
Lors de la saison 1949-1950, le gardien tchèque Konya et son compatriote attaquant Vonka sont les premiers joueurs étrangers du club.
Le club devient champion de France cadets en 1952 et champion de France juniors en 1953.
Le club cesse ses activités durant la saison 1962-1963.
La Patinoire René Froger entre en activité le 22 décembre 1968.
De 1975 à 1990, le club est renommé Hockey Club Briançonnais (HCB).
Dans les années 1970, Roger Demment, joueur et entraîneur de l'équipe, crée l'école de glace.

Le 2 décembre 1978 voit l'inauguration de la Patinoire René Froger qui est alors couverte et chauffée.
En 1981 Dennis Murphy rejoint les Diables Rouges où il passera la majeure partie de sa carrière avec l'équipe haut-alpine. Il a notamment été capitaine de l'équipe.
Lors des saisons 1982-1983 et 1983-1984, Briançon reçoit le trophée Marcel-Claret de l'équipe la plus fair-play
Le club termine sixième de la Nationale A en 1984, dixième en 1985 puis
cinquième en 1986 dans un championnat, renommé Nationale 1A.
En 1987 Briançon recrute le gardien de but Petri Ylönen en provenance de l'équipe de TuTo Turku en première division finlandaise (I divisioona)
le club termine huitième de la Nationale 1A mais l'année suivante en 1987-1988 le club devient vice champion de France et Georges Roul reçoit le trophée Jean-Pierre-Graff du meilleur espoir et Petri Ylönen reçoit le trophée Jean-Ferrand du meilleur gardien.
Briançon s'incline en finale en match aller-retour face aux Aigles du Mont-Blanc, défaite à Briançon 1-6 et défaite au Mont-Blanc 4-3 (TF).
En 1989 le club termine quatrième, André Côté reçoit le trophée Charles-Ramsay du meilleur pointeur du championnat.
Pour la saison 1989-1990 Briançon termine seulement neuvième de la Nationale 1A et le club nommé l'association du hockey mineur est nommée Briançon Alpes Provence Hockey Club.
Pour la saison 1990-1991 Briançon recrute le portier Corrado Micalef en provenance des Ours de Villard-de-Lans,
et le club termine troisième du championnat, renommé Ligue nationale avec Corrado Micalef qui reçoit le trophée Jean-Ferrand du meilleur gardien.
L'année suivante, le club termine encore troisième du championnat Élite avec Peter Almasy qui reçoit le trophée Raymond-Dewas du joueur le plus fair-play.

### Dépôt de bilan 1992
Briançon dépose le bilan à la fin de la saison 1991-1992.
Un déficit de 9,2 millions de francs est apparu au grand jour après la défaite du président-maire aux élections municipales anticipées, provoquées après la démission en bloc de dix-huit conseillers municipaux qui refusaient que la ville donne près de trois millions de francs pour aider le club de hockey à verser des indemnités en retard à ses internationaux. Le club redescend alors en Division 3.
Briançon est champion de France de Division 3 en 1993 puis champion de France de Division 2 en 1994.

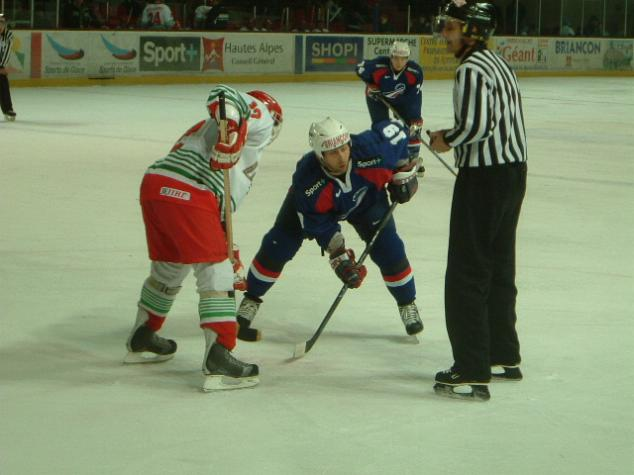
Olivier Coqueux (1994-1997)

En 1997, les Diables rouges de Briançon emmenés notamment par Olivier Coqueux, le gardien finlandais Sami Äikää, et surtout les canadiens Patrick Carignan et Marc Savard sont sacrés champions de France de Division 1.

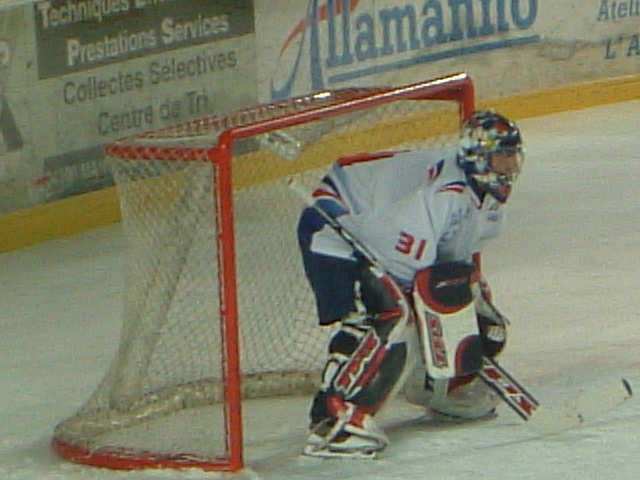
Patrick Rolland qui vient d’être sacré champion de France en 1997 avec les Albatros de Brest vient jouer deux saisons en Nationale 1 avec le club des Hautes-Alpes.

### Retour en élite 2002
En 2002-2003, le club bénéficie de la refonte de l'élite pour revenir au premier échelon français. Le Finlandais Juha Jokiharju arrive comme entraîneur-joueur tandis que Jasmin Gélinas et Dominic Fafard sont les deux autres étrangers de l'équipe. Le jeune Julien Figved se voit offrir une place de titulaire devant les filets. Emmenés par leur capitaine Éric Blais, les Hauts-Alpins vivent une saison difficile et terminent douzième de la Ligue Magnus.

### L'ère Luciano Basile (2003-2014)

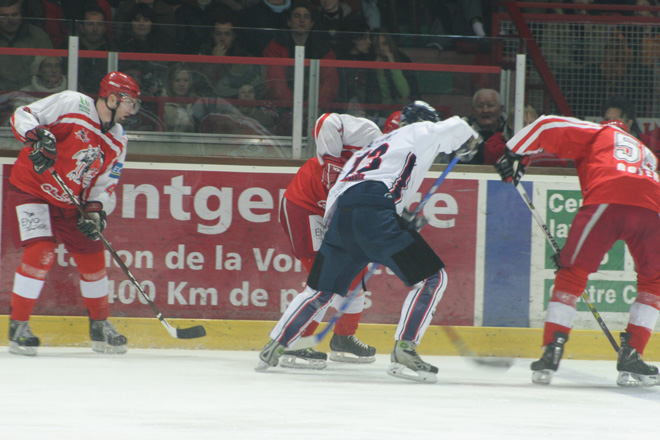
Rencontre Briançon-Grenoble en 2006

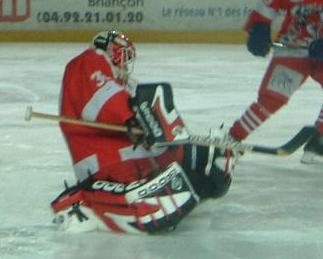
Philippe DeRouville

Pour la saison 2003-2004, Briançon recrute notamment le portier Philippe DeRouville, le défenseur Jean-François Jodoin, l'attaquant Mika Kannisto, l'ancien international junior tchèque Jan Boháč ainsi que ses compatriotes Tomas Kramny et Michal Divíšek. Le Suédois Robert Johannesson joue 4 matchs de championnat avant de partir sous d'autres cieux. Le Gapençais Philippe Combe vient assister au poste d’entraîneur Juha Jokihajü pendant deux matchs avant de céder sa place à Luciano Basile. L'arrivée de l'entraîneur italo-canadien permet de mettre de l'ordre et de la discipline dans l'équipe. Son assistant finlandais déçu et blessé au doigt vit une saison difficile et ne fait que quelques apparitions sous le maillot briançonnais. Les diables rouges se montrent convaincants en poule nationale avant de s'incliner lourdement 7-1 sur la glace de Clermont lors du match aller. Le match retour débute mal puisque les sangliers arvernes mènent 1-0 à la fin du premier tiers. Mais les diables rouges emmenés par Cédric Boldron, quatre buts et Mika Kannisto, trois buts l'emportent 12-1 et remportent la Poule Nationale, synonyme de 9e place de la Ligue Magnus.
Lors de la saison 2004-2005, Luciano Basile recrute, entre autres, le gardien Frédérik Beaubien, le centre Martin Filip et le Canadien Julien Desrosiers. Dino Grossi, recruté initialement est finalement suspendu par la fédération française. Pour le remplacer Basile engage l'international slovène Edo Terglav. Autres mouvements, le départ à Gap de Mickaël Pérez, trouvé trop léger par son entraîneur lors de la pré-saison. Le Suédois Jonas Lund ne parvient pas à s'imposer (une assistance en dix rencontres) et est prêté à Lyon. Briançon va alors profiter du lock-out 2004-2005 de la Ligue nationale de hockey pour engager l'attaquant Mark Rycroft. Très généreux et gros travailleur, il trouve à ses côtés un Julien Desrosiers qui termine meilleur buteur de la saison régulière avec 31 réalisations. Le défenseur Jasmin Gélinas de retour cette saison avec les diables rouges, termine sa carrière le 5 janvier 2005 à Mulhouse, après un malaise successif à une bagarre avec le joueur de LNH Steve Montador. En Coupe de France, l'équipe sort les scorpions mulhousiens de Steven Reinprecht en demi-finale 4-3 à René Froger. Elle s'incline 4-3 en finale contre Rouen grâce notamment à deux tirs de pénalités signés Kimmo Salminen. De retour en championnat, elle s'incline 3 victoires à 1, en quarts de finale contre le futur champion, Mulhouse. L'équipe se classe 5e de ce championnat.
En saison 2005-2006, l'effectif est chamboulé et compte 13 étrangers. Après une période d'essai, les défenseurs Tim Donnelly et Lukas Frank sont remplacés par le jeune slovène Jakob Milovanovič, promu par Terglav, et Miroslav Dvořák. En cours de saison, Gary Lévêque et Tomáš Balúch blessés, sont remplacés par les jokers Miroslav Mosnár et Justin Kinnunen. Lors de la demi-finale de la coupe de France face à Angers, Edo Terglav voit sa saison se terminer sur blessure et Gary Lévèque de retour marque le but en or en prolongation. En finale, l'équipe rate complètement son début de match et est rapidement menée 2-0 par Dijon. Kinnunen réduit la marque mais malgré une nette domination durant le reste de la rencontre, les diables rouges butent sur un Vladimír Hiadlovský, exceptionnel. Rob Millar, qui a raté un tir de pénalité lors du premier tiers, égalise dans la dernière minute de jeu. Mais le défenseur des ducs Sébastien Rousselin crucifie Briançon en prolongation. Les diables rouges échouent pour la deuxième fois consécutive à Méribel malgré un public briançonnais qui s'était une nouvelle fois déplacé en nombre pour soutenir son équipe. Le reste de la saison est un fiasco. Beaubien, blessé, cède sa place dans les cages à Michel Favre, jeune italien qui n'a quasiment pas joué de la saison. Dijon bat un Briançon meurtri et sans cœur, 3 victoires à 1 en quart de finale de Ligue Magnus, le club termine 5e. Déçu de nombreuses recrues comme Hubáček, Pelikovsky, et Rob Millar, Basile renouvelle une grande partie de l'équipe pour la saison suivante.

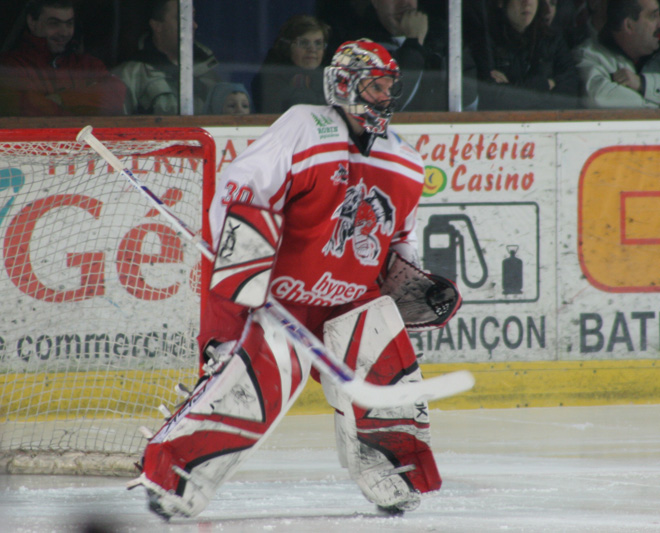
Christian Bronsard

En saison 2006-2007, il décide de privilégier un recrutement de qualité plutôt que de quantité. L'équipe s'incline en quart de finale de la coupe de la Ligue face au futur vainqueur, Grenoble. Défaits 5-4 à Grenoble, l'équipe mène 3-0 lors du match retour mais s'incline finalement 5-4 au match retour. L'équipe emmenée par une des révélations de la saison, l'attaquant Pierre-Luc Sleigher obtient des victoires de suite, notamment celle obtenue à Rouen. Auteurs d'un début d'année 2007 difficile, les briançonnais terminent 3es de la saison régulière. Ils s'inclinent en demi-finale de la coupe de France 4-3 à Épinal. Remotivés pour les playoffs et solides devant le rempart Christian Bronsard, ils battent Amiens 3 victoires à 0, s'imposant par deux fois dans les derniers instants du temps réglementaires grâce à des buts de Jakob Milovanovič puis Sébastien Dermigny. En demi-finale, l'équipe affronte les brûleurs de loups de Grenoble qui bénéficie de l'avantage du terrain. À égalité une victoire partout après les deux matchs à Pôle Sud, les coéquipiers de Rémi Royer, irréprochable durant ces playoffs, remportent la troisième manche. Ils mènent 2-0 à la mi-match mais finissent par s'incliner 4-2. C'est le tournant de la série. Lors du cinquième match, les rouges privés sur blessures de Éric Blais, de retour après une pause d'une saison et de Cédric Boldron, sont fatigués et malgré tous leurs efforts, ils s'inclinent 3-2 face à un effectif plus fourni et bien géré par Gérald Guennelon. Les diables rouges terminent 3e de la Ligue Magnus.
Pour la saison saison 2007-2008, Luciano Basile prend la décision de se séparer notamment de Martin Filip, de Rémi Royer alors que Pierre-Luc Sleigher et Mickaël Pérez partent vers d'autres cieux. Pour compenser, l'ex-international junior canadien Alexandre Rouleau pose ses valises à Briançon de même que J.C. Ruid, des anciennes connaissances de Jean-François Dufour. Le Hongrois Balázs Ladányi et le Slovène Mitja Šivic rejoignent leurs compatriotes déjà en place. L'équipe s'incline en finale de la coupe de la Ligue face à Rouen. Elle finit seconde du championnat derrière les dragons champions incontestables, après avoir battu Grenoble en demi-finale.
Briançon s'incline en finale contre les Dragons de Rouen, défaite 3-7 à Rouen, défaite 2-4 à Rouen et défaite 4-6 à Briançon.

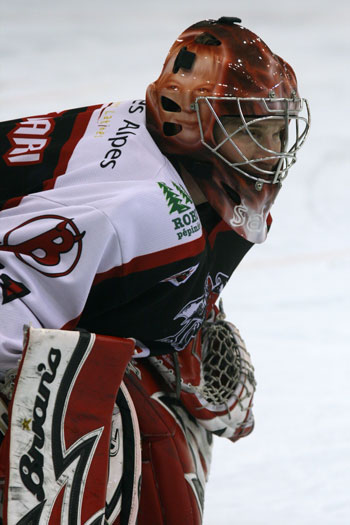
Tommi Satosaari

En 2008-2009, l'équipe est battue en huitième de finale de la Coupe de France chez les Ducs de Dijon 3-1. Elle s'incline en finale de Coupe de la Ligue contre les Brûleurs de Loups de Grenoble, qui ont fait venir Alexandre Rouleau et Mitja Šivic à l'intersaison, 4-3 après prolongation.
Les Briançonnais, premiers de la saison régulière pour la première fois de leur histoire, sont défaits trois victoires à une en finale de la Ligue Magnus contre cette même équipe, victoire à Briançon 5-2, défaite à Briançon 0-3, défaite à Grenoble 3-1 et défaite à Grenoble 5-1.
Le point victorieux pris par Briançon lors d'une finale élite est également une première.
Les Grenoblois réalisent le quadruplé avec en plus le match des champions et la Coupe de France. Le gardien des diables rouges Tommi Satosaari est une révélation remporte le trophée Jean-Ferrand. Jean-François Dufour remporte lui le trophée Charles-Ramsay.
À l'inter-saison 2009-2010, Alain Bayrou est remplacé par Jean-Paul Garnero comme président de la SEM. Il permet néanmoins à Basile de construire une équipe compétitive. François Groleau est nommé entraîneur-assistant et s'occupe notamment du travail vidéo alors que le défenseur Stephane Gervais est également préparateur physique. Dufour et Milovanovič signent à Grenoble qui bat les Diables Rouges lors du Match des Champions 1-0 à Mulhouse. Rouen vainqueur de la Coupe de la Ligue éliminent les diables rouges en demi-finale.

#### Vainqueur de la Coupe de France 2010

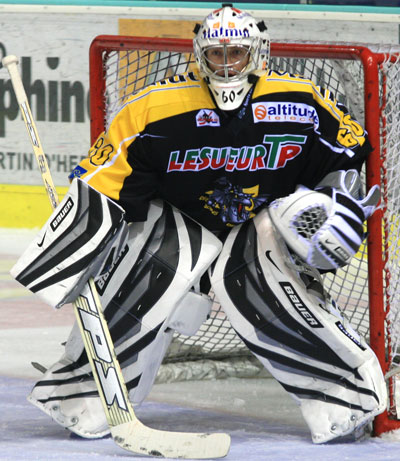
Ramón Sopko

Mais le 31 janvier 2010 au Palais omnisports de Paris-Bercy, Briançon met fin à ses finales perdues. Le capitaine Edo Terglav soulève la Coupe de France, premier titre majeur de l'histoire du club. Les Diables Rouges battent Rouen 2-1 aux tirs au but. Luc Tardif Jr. ouvre le score mais Marc-André Bernier égalise. L'attaquant Bernier est une des recrues majeures de l'intersaison. S'il sort d'une saison blanche pour cause de blessure, il retrouve son compère François-Pierre Guénette avec qui il joue depuis qu'il son plus jeune âge. Après que le portier Ramón Sopko a stoppé toutes les tirs de fusillades adverses, Terglav qui n'a quasiment pas joué du match pour cause de blessure au genou trompe Trevor Koenig. L'équipe, deuxième de la saison régulière derrière Rouen est défaite par Angers en demi-finale de Ligue Magnus.
En 2010-2011, l'équipe termine sixième de la Ligue Magnus et s'incline en finale de la Coupe de la Ligue face aux Brûleurs de Loups de Grenoble 3-4 en prolongations. Cette équipe n'a failli ne jamais exister en raison des difficultés financières de l'été 2010 où le club a failli déposer le bilan. Sanctionné par la Fédération française de hockey sur glace, le club a notamment été exclu de la Coupe de France 2010-2011 et du Match des Champions. Le club est alors repris par la Société anonyme sportive professionnelle Grand Briançonnais Hockey créée par dix-sept entrepreneurs du Briançonnais. Sébastien Sode devient le président du club.

#### Vainqueur de la Coupe de la Ligue 2012
L'équipe dirigeante décide de reconduire Luciano Basile à la tête de l'équipe. Les dirigeants parviennent à conserver leurs joueurs cadres dont le joueur le plus convoité Marc-André Bernier. Disposant d'un budget de recrutement serré, Basile, également sélectionneur de l'équipe d'Espagne décide d'engager un jeune gardien de 19 ans afin d'en faire son portier titulaire. Le pari est osé étant donné qu'Ander Alcaine n'a jamais évolué au niveau professionnel. Durant le mois d'août et pendant une semaine, les deux gardiens de l'équipe Alcaine et Aurélien Bertrand sont conseillés et entraînés par Jonathan Bernier, frère de Marc-André et gardien de but des Kings de Los Angeles dans la Ligue nationale de hockey. En Coupe de la Ligue, les Diables Rouges, premiers de la poule D, éliminent ensuite Chamonix puis Rouen pour atteindre la finale de l'épreuve. Le match se dispute sur la glace de Méribel où ils comptent cinq défaites en finale de Coupe de la ligue et de Coupe de France. Après trois échecs à ce stade de la compétition, les Briançonnais l'emportent 4-1 face aux Pingouins de Morzine-Avoriaz et décrochent la Coupe de la Ligue 2012.

#### Vainqueur de la Coupe de France 2013
Les Diables rouges de Briançon remportent la Coupe de France en 2013.

#### Champion de France 2014

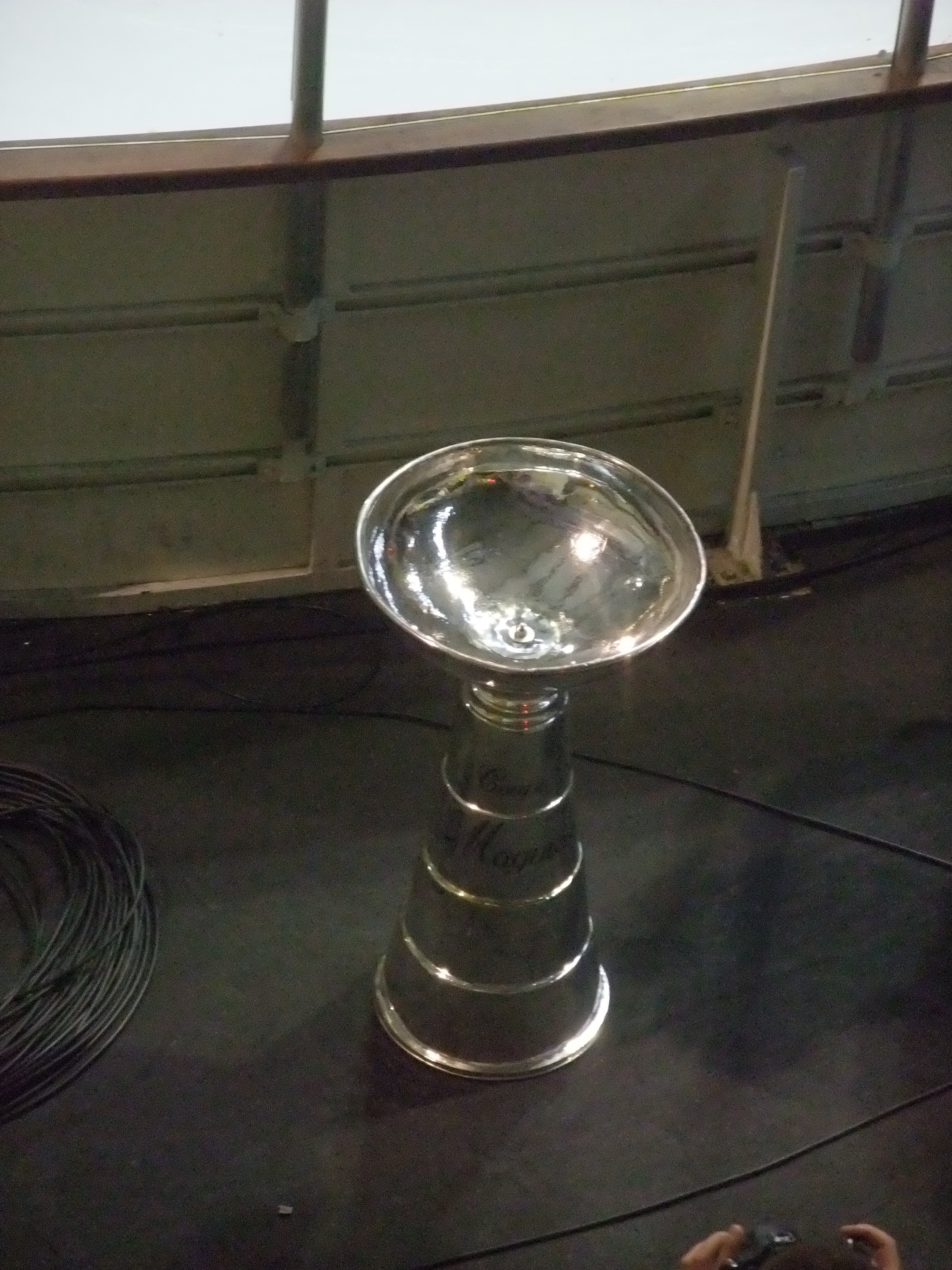
Briançon, champion de France, soulève la Coupe Magnus.

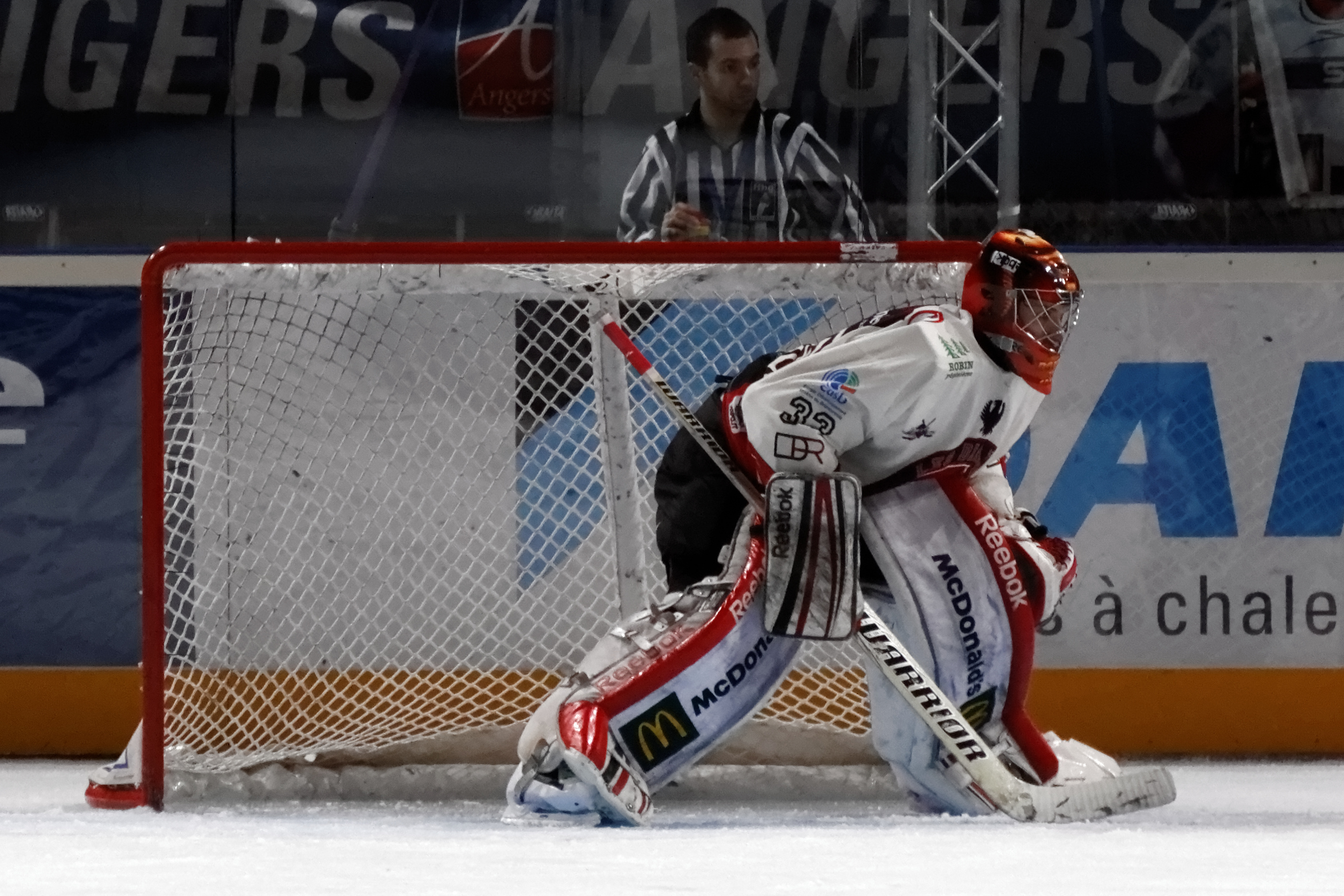
Ronan Quemener

Durant l'intersaison, Briançon conserve une ossature importante avec des joueurs cadres comme les attaquants Bernier, Labrecque, Goličič, le gardien Quemener, les défenseurs Szélig et Trabichet. Luciano Basile mise sur l'américain Denny Kearney, conseillé par Roger Demment, un ancien diable rouge pour remplacer Toby Lafrance et fait revenir deux attaquants Damien Raux et Jaka Ankerst. Il décide de renforcer son troisième bloc notamment avec la venue des Strasbourgeois Lionel Tarantino et Pierre-Antoine Devin. La défense est renforcée par l'expérimenté Mathieu Jestin. La première paire défensive est composée par le défenseur défensif italo-américain Richard Crowley et le canadien Sébastien Bisaillon qui a joué deux matchs dans la Ligue nationale de hockey avec les Oilers d'Edmonton.
Le 7 septembre 2013, Briançon remporte le match des champions face à Rouen 4-2. Tarantino se blesse rapidement au genou ; Briançon recrute le Suédois Jimmy Jensen.
Le 22 décembre 2013, Briançon dispute le premier Winter Game de l'histoire en France contre Grenoble au Stade des Alpes. Les Briançonnais remportent cette première 5-4, devant 19 767 spectateurs, un record pour la Ligue Magnus.
Les Diables rouges terminent deuxième de la saison régulière derrière les Dragons de Rouen. Ils éliminent les Ours de Villard-de-Lans trois victoires à une, puis les Ducs de Dijon quatre succès à zéro. En finale, ils l'emportent en sept matchs face aux Ducs d'Angers. L'ultime victoire 5-1 a lieu le 6 avril 2014 à la Patinoire René-Froger. Briançon remporte la première Coupe Magnus de son histoire.
| Saison    | Adversaire    | Résultat | Vainqueur                  | Commentaire                        |
| --------- | ------------- | --- | -------------------------- | ---------------------------------- |
| 2013-2014 | Ducs d'Angers | Victoire 7-2 à Briançon Défaite 3-4 à Briançon Victoire 2-6 à Angers Défaite 3-1 à Angers Victoire 2-0 à Briançon Défaite 3-1 à Angers Victoire 5-1 à Briançon | Diables rouges de Briançon | Finale au meilleur des sept matchs |

| Champions de France 2014 Diables rouges de Briançon | Gardiens de but : Aurélien Bertrand, Corentin Lapointe, Ronan Quemener Défenseurs : Sébastien Bisaillon, Gašper Cerkovnik, Florian Chakiachvili, Loïc Chapelier, Richard Crowley, Mathieu Jestin, Viktor Szélig (A), Teddy Trabichet (A), Thibaut Farina Attaquants : Jaka Ankerst, Marc-André Bernier (C), Pierre-Antoine Devin, Cédric Di Dio Balsamo, Matthieu Frécon, Boštjan Goličič, Jimmy Jensen, Denny Kearney, David Labrecque, Damien Raux, Sébastien Rohat, Thybaud Rouillard, Lionel Tarantino Entraîneur en chef : Luciano Basile. Entraîneur adjoint : Edo Terglav. |

### L'après Luciano Basile (2014-2016)
Lors de l'intersaison, Luciano Basile ne trouve pas d'entente avec les dirigeants et part à Gap. Six joueurs de l'équipe l'accompagnent. Du côté de Briançon, les dirigeants choisissent la continuité et Edo Terglav est nommé entraîneur de Briançon. Les Diables rouges obtiennent une place pour disputer la Ligue des champions 2014-2015. Ils terminent derniers de la poule D face au Frölunda HC, au Genève-Servette et au EC Villach SV sans marquer le moindre point. L'équipe perd le match des champions face à Angers, termine dernière de la phase de poule de la coupe de la ligue, et s'incline en demi-finale de Coupe de France. Elle est éliminée en quart de finale de la Ligue Magnus par Angers.
Viktor Szélig est nommé manager général de l'équipe. Il recrute le suédois Patric Wener comme entraîneur de l'équipe. Le président du club Guillaume Lebigot limoge Wener le 18 janvier 2016 et le remplace par son adjoint Alexis Billard inexpérimenté à ce poste. Briançon termine dernier de la poule de maintien et est relégué en division 1.

### Retour en division 1 (2016-2019)
Claude Devèze est le nouvel entraîneur de l'équipe. Les diables rouges remportent la saison régulière de division 1. Ils sont éliminés dès le premier tour des play-offs par les Bouquetins de Val-Vanoise deux matchs à un.
En coupe de France 2017-2018, l'équipe est éliminée 5-3 dès les seizièmes de finale par les Spartiates de Marseille qui évoluent en Division 2. L'équipe se classe à la troisième place de la saison régulière de division 1. Après remporté les deux premiers matchs, elle est éliminée en cinq matchs lors du quart de finale par les Bisons de Neuilly-sur-Marne, sixième de la saison régulière.
Lors de la saison régulière 2018-2019, Briançon termine cinquième de division 1. En quart de finale, l'équipe élimine le quatrième, les Spartiates de Marseille lors des tirs au but du cinquième match. C'est le déclic pour les coéquipiers d'Alexandre Demers qui éliminent ensuite le premier de la saison régulière, les Albatros de Brest en quatre manches. Lors de la finale, Briançon bat les Bisons de Neuilly-sur-Marne trois victoires à zéro. Les Diables rouges remontent en Ligue Magnus.

### Remontée en Ligue Magnus (2019-)
Le retour au plus haut niveau français est très difficile pour Briançon qui se sépare de son entraîneur Claude Devèze après quatorze matchs perdus (treize en Ligue Magnus et un en Coupe de France). Après un intérim de deux matchs avec Daniel Sedlak, Eric Medeiros arrive début novembre à la tête de l'équipe en provenance de Lyon. Briançon attend la dix-neuvième journée pour remporter son premier match de championnat.
Daniel Sedlák et l'ancien joueur du club Márton Vas se succèdent ensuite au poste d'entraineur.
En avril 2024, la club annonce la nomination du canadien Pierre Bergeron comme nouvel entraîneur.

## Palmarès
Championnat de France
- 2014

Coupe de France
- 2010
- 2013

Coupe de la Ligue
- 2012

Match des champions
- 2013

Coupe des As
- 1992

Poule Nationale de Ligue Magnus
- 2004

Championnat de France Division 1
- 1997
- 2019

Championnat de France Division 2
- 1994

Championnat de France Division 3
- 1993

## Prix et récompenses de la Ligue Magnus
Trophée Marcel-Claret
- 1983
- 1984
- 2010
- 2011

### Récompenses individuelles

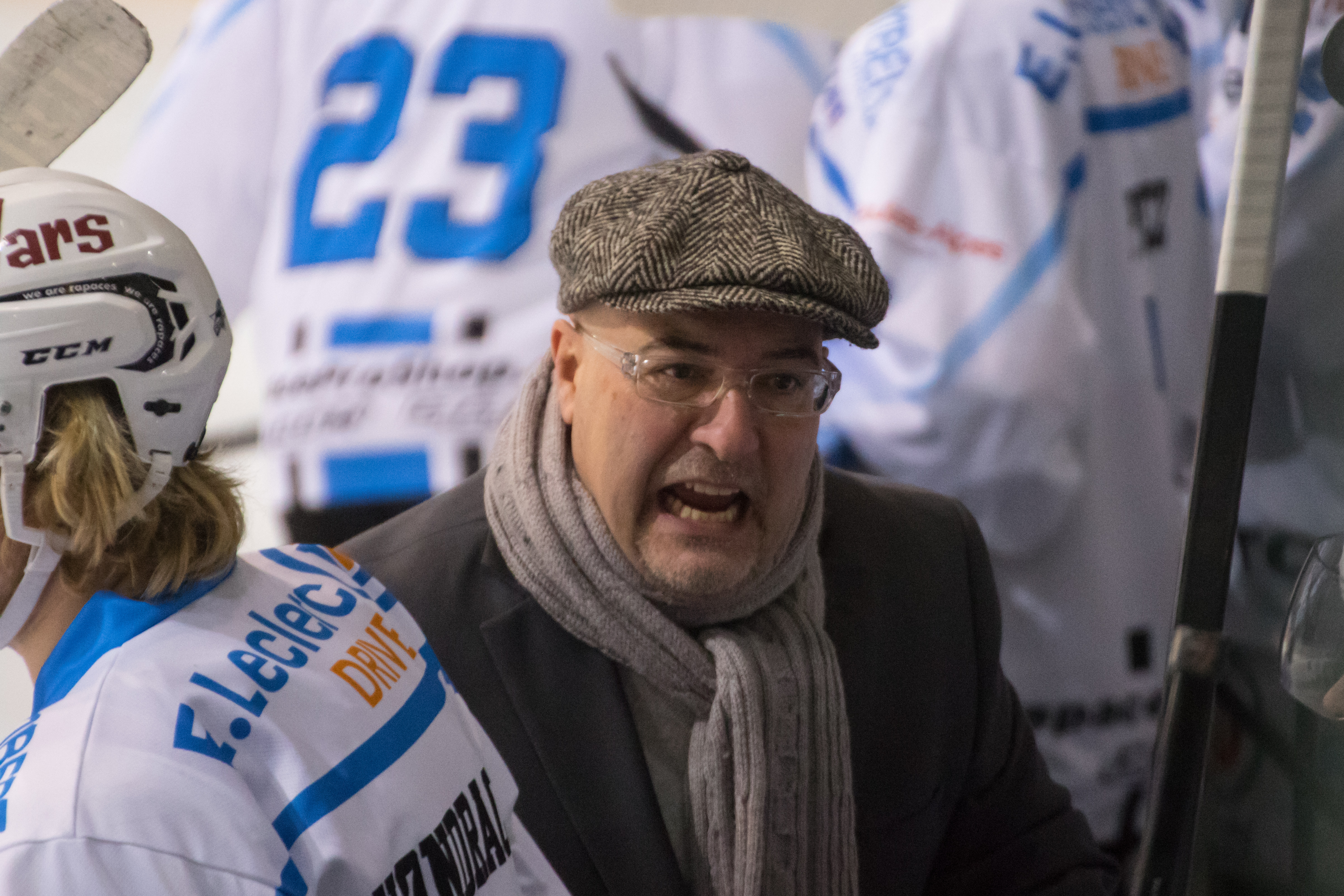
Luciano Basile

| Année | Nom                  | Nationalité      | Trophée                   |
| ----- | -------------------- | ---------------- | ------------------------- |
| 1988  | Petri Ylönen         | Finlande France  | Trophée Jean-Ferrand      |
| 1988  | Georges Roul         | France           | Trophée Jean-Pierre-Graff |
| 1989  | Petri Ylönen         | Finlande France  | Trophée Jean-Ferrand      |
| 1989  | André Côté           | Canada France    | Trophée Charles-Ramsay    |
| 1991  | Corrado Micalef      | Canada Italie    | Trophée Jean-Ferrand      |
| 1992  | Peter Almasy         | Slovaquie France | Trophée Raymond-Dewas     |
| 2009  | Tommi Satosaari      | Finlande         | Trophée Jean-Ferrand      |
| 2009  | Jean-François Dufour | Canada           | Trophée Charles-Ramsay    |
| 2010  | Ramón Sopko          | Slovaquie        | Trophée Jean-Ferrand      |
| 2011  | Loïc Lampérier       | France           | Trophée Jean-Pierre-Graff |

| Année | Nom            | Nationalité   | Trophée                  |
| ----- | -------------- | ------------- | ------------------------ |
| 2009  | Luciano Basile | Canada Italie | Trophée Camil-Gélinas    |
| 2010  | Luciano Basile | Canada Italie | Trophée du Camil-Gélinas |
| 2013  | Luciano Basile | Canada Italie | Trophée du Camil-Gélinas |

## Personnalités

### Joueurs

#### Effectif actuel
| No    | Nom                        | Nat. | Position       | Arrivée                                |
| ----- | -------------------------- | ---- | -------------- | -------------------------------------- |
| +034, | Griffen Outhouse           |      | Gardien de but | 2024 - Université du Nouveau-Brunswick |
| +031, | Mathis Thirion             |      | Gardien de but | 2024 - Grizzlies de Rock Springs       |
|       | Hugo Ferrus                |      | Gardien de but | 2025 - Rapaces de Gap U20              |
| +008, | Aurélien Chausserie-Laprée |      | Défenseur      | 2023 - Spartiates de Marseille         |
|       | Adrien Bisson              |      | Défenseur      | 2025 - Knight Monsters de Tahoe        |
|       | Kyle Pouncy                |      | Défenseur      | 2025 - Dundee Stars                    |
|       | Sasha Djigaouri            |      | Défenseur      | 2025 - Spartiates de Marseille         |
|       | Léo Faure                  |      | Défenseur      | 2025 - Rapaces de Gap                  |
| +067, | Mathis Despatie            |      | Défenseur      | 2024 - Éléphants de Chambéry           |
| +004, | Valère Vrielynck           |      | Ailier         | 2022 - Aigles de Nice                  |
|       | Antonin Fine               |      | Centre         | 2025 - Rapaces de Gap                  |
| +090, | Matthew Barnaby            |      | Attaquant      | 2024 - Thunderbolts d'Evansville       |
| +040, | Lucas Bonnardel            |      | Centre         | 2023 - Aigles de Nice                  |
| +088, | Yonis Penet                |      | Attaquant      | Formé au club                          |
| +079, | Norbert Abramov            |      | Attaquant      | 2024 - Aigles de Nice                  |
| +054, | William Persson            |      | Attaquant      | 2024 - Steel Wings Linz                |
| +016, | Chase Dubois               |      | Attaquant      | 2024 - Nanooks d'Alaska-Fairbanks      |
| +005, | Joran Reynaud              |      | Attaquant      | 2024 - Éléphants de Chambéry           |
|       | Chrystopher Collin         |      | Attaquant      | 2025 - Nailers de Wheeling             |
|       | Braiden Dorfman            |      | Attaquant      | 2025 - Big Green de Dartmouth          |
| +091, | Fredrik Strömgren – C      |      | Centre         | 2024 - Östersunds IK                   |
| +020, | Benjamin Berard            |      | Ailier         | 2021 - Anglet hormadi                  |

#### Numéros retirés

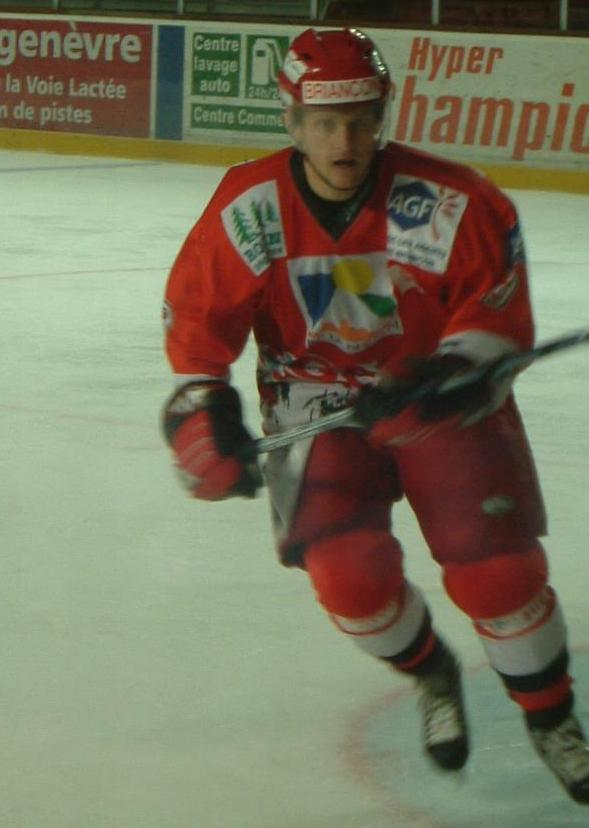
Edo Terglav

|    | Edo Terglav ; retiré le 18 novembre 2012 |
| 9  |                                          |
|    |                                          |
|    |                                          |
|    | Dennis Murphy ; retiré le 4 janvier 2014 |
| 11 |                                          |
|    |                                          |
|    |                                          |
|    | Richard Bermond                          |
| 15 |                                          |
|    |                                          |
|    |                                          |

#### Capitaines
| Nom                    | Nationalité       | Période                    |
| ---------------------- | ----------------- | -------------------------- |
| Georges Bermond-Gonnet | France            | 1940-?                     |
| Maurice Roul           | France            | ?-1973                     |
| Gilles Gaillard        | France            | 1973-1983                  |
| Yvon Peythieu          | France            | ?                          |
| Marc Peythieu          | France            | ?                          |
| Gilles Chevalier       | France            | ?                          |
| Dennis Murphy          | États-Unis France | ?                          |
| Georges Roul           | France            | 1993-1998                  |
| Christophe Robert      | France            | 1998-2000                  |
| Éric Blais             | France            | 2000-2005                  |
| Jean-François Jodoin   | Canada France     | 2005-2006                  |
| Edo Terglav            | Slovénie          | 2006-2012                  |
| Marc-André Bernier     | Canada            | 2012-2015                  |
| Tomas Larsson          | Suède             | 2015-2016                  |
| Jaroslav Prosvic       | Slovaquie         | 2016-2018                  |
| Alexandre Demers       | Canada            | 2018-2019                  |
| Mathieu André          | France            | août 2019-novembre 2019    |
| Félix Plouffe          | Canada            | novembre 2019 - 2021       |
| Robin Colomban         | France            | septembre 2021 - 2022      |
| Kévin Igier            | France            | septembre 2022 - mars 2023 |
| Dimitri Thillet        | France            | 2023 - 2024                |
| Conor MacEachern       | Canada            | 2024 - 2025                |
| Fredrik Strömgren      | Suède             | 2025 -                     |

### Entraîneurs et présidents
| Période                   | Nom             | Nationalité     |
| ------------------------- | --------------- | --------------- |
| Avant 1970                | André Bermond   | France          |
| 1970-1972                 | Michel Tartarin | France          |
| 1972-1975                 | Roger Demment   | États-Unis      |
| 1975-1977                 | Jim King        | Canada          |
| 1977-1985                 | Roger Demment   | États-Unis      |
| 1985-1987                 | André Lauzon    | Canada          |
| 1987-1989                 | Nelson Tremblay | Canada          |
| 1989                      | Ján Šimún       | Tchécoslovaquie |
| 1989-1990                 | Zdeněk Bláha    | Tchécoslovaquie |
| 1990-1991                 | Richard Sevigny | Canada          |
| 1991-1992                 | André Peloffy   | Canada France   |
| 1994-1996                 | Marc Peythieu   | France          |
| 1996-1997                 | Michel Leblanc  | Canada France   |
| 1997-1998                 | Ari Salo        | Finlande        |
| 1998-1999                 | András Farkas   | Hongrie         |
| 1999-2002                 | Michel Leblanc  | Canada France   |
| 2002-2003                 | Juha Jokiharju  | Finlande        |
| 2003                      | Philippe Combe  | France          |
| 2003-2014                 | Luciano Basile  | Canada Italie   |
| 2014-2015                 | Edo Terglav     | Slovénie        |
| 2015-janvier 2016         | Patric Wener    | Suède           |
| Janvier 2016 - Avril 2016 | Alexis Billard  | France          |
| Avril 2016 - Octobre 2019 | Claude Devèze   | Canada France   |
| Novembre 2019 - 2021      | Eric Medeiros   | Canada Portugal |
| Juillet 2021 - 2023       | Daniel Sedlák   | Slovaquie       |
| Juin 2023 - Avril 2024    | Márton Vas      | Hongrie         |
| Avril 2024                | Pierre Bergeron | Canada          |

| Période                              | Nom                            |
| ------------------------------------ | ------------------------------ |
| 1935-?                               | Pierre Gravier                 |
|                                      | Émile Roul                     |
|                                      | Brochier                       |
| 1941-?                               | René Froger                    |
| 1952-?                               | Antoine Faure                  |
| 1958-1970                            | Georges Bermond-Gonnet         |
| 1970-1984                            | Yvon Peythieu                  |
| 1984-1985                            | Jean-Paul Garnero              |
| 1985-1987                            | Bernard Voiron                 |
| 1987-1988                            | Philippe Pacull                |
| 1988-1989                            | Christian Séard                |
| 1989-1990                            | Philippe Pacull                |
| 1989-1991                            | Robert de Caumont              |
| 1993-1998                            | Philippe Pacull                |
| 1999                                 | Bernard Rouillard              |
| 1999-2001                            | Jean-Pierre Bortino            |
| 2001 - 10 juillet 2009               | Alain Bayrou                   |
| 10 juillet 2009 - 1er septembre 2010 | Jean-Paul Garnero              |
| 1er septembre 2010 - janvier 2015    | Sébastien Sode & Luc Rougny    |
| Janvier 2015 - septembre 2015        | Guillaume Lebigot & Luc Rougny |
| Septembre 2015 - mars 2023           | Guillaume Lebigot              |
| Depuis mars 2023                     | Pascal Courty                  |

## Rivalités
Briançon dispute dans son championnat le derby alpin face aux voisins des Brûleurs de loups de Grenoble et aussi le derby haut-alpin face aux Rapaces de Gap.

## Les logos

Ancien logo.
Logo 2012-2013.
Logo 2014-2016.
Logo 2016-2024.
Logo actuel (depuis 2024).

À l'occasion de la saison 2013-2014, marquant les 80 ans du club, les Diables rouges reprennent leurs initiales (CSHB) et couleurs (bleu et blanc) originelles afin d'appuyer le patrimoine du club par ce lien historique. Un troisième jeu de maillot bleu et blanc est utilisé pour les matchs de coupes nationales.

Le logo évènementiel mis en place pour la saison 2013-2014.
Logo anniversaire marquant les 80 ans du club.
Logo anniversaire marquant les 90 ans du club.

## Patinoire

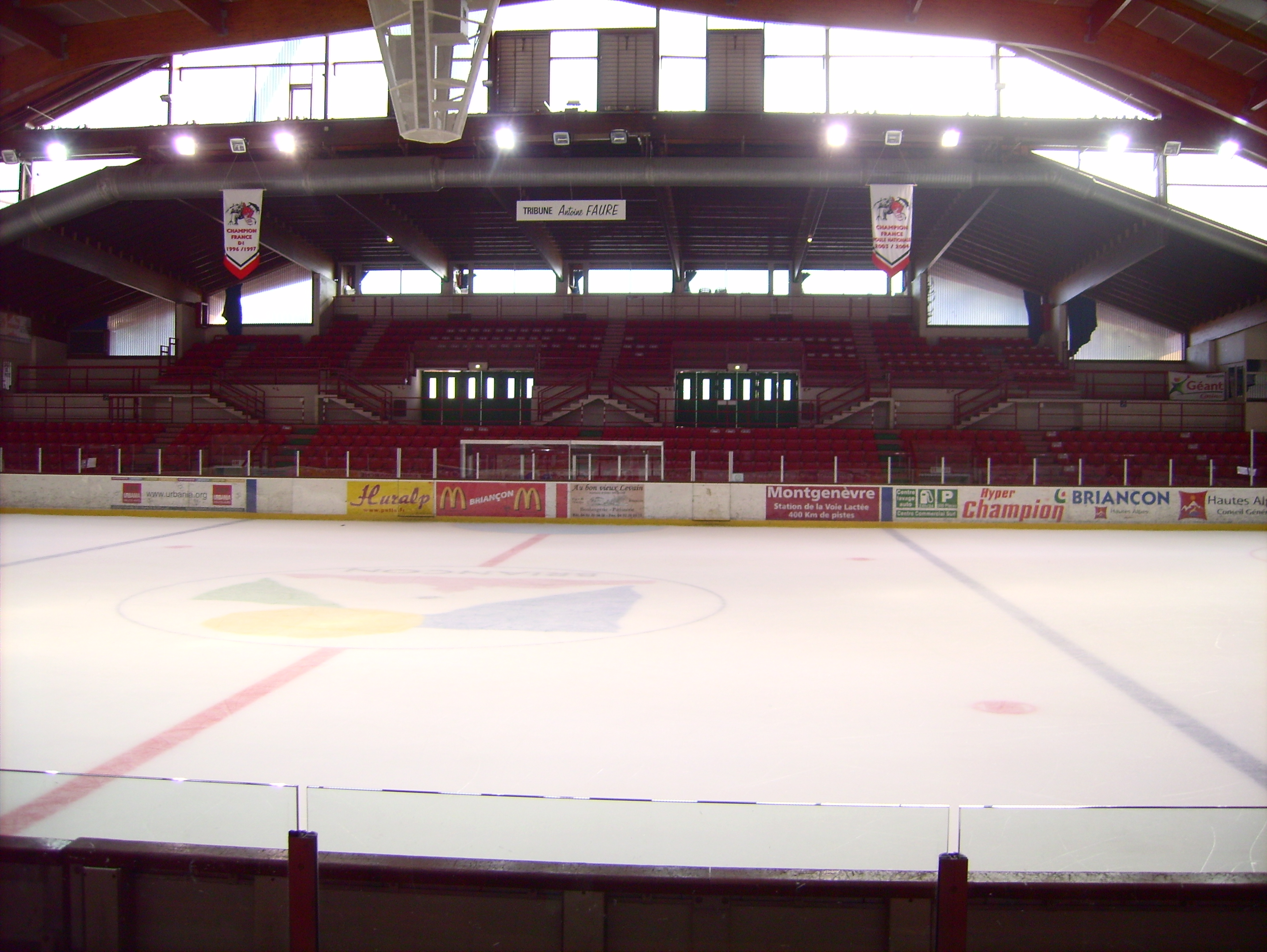
Patinoire Patinoire René-Froger.

La Patinoire René-Froger est la patinoire actuelle des Diables rouges de Briançon avec une capacité de 2 150 places assises.
Son nom a été donné en hommage à René Froger, ancien président du club et mort déporté durant la seconde guerre mondiale.

## Groupe de supporters
Un groupe de supporters des Diables rouges de Briançon porte le nom suivant : « Unité Diabolique ».